# Matsudono Moroie
Matsudono Moroie (松殿 師家, 12 de juliol, 1172 - 11 de novembre, 1238), tercer fill de Fujiwara no Motofusa, va ser un kugyō (funcionari japonès d'alt rang) des de finals del període Heian fins a principis del període Kamakura. El regent Fujiwara no Tadataka i els monjos budistes Gyōi i Jitsuson són els seus germanastres. La seva mare era Tadako (忠子), filla de Kasan Tadamasa i una de les seves germanes era Ishi, mare de Dōgen; Poc després de la mort de Minamoto no Michitomo, el pare de Dōgen, Moroie va adoptar el seu nebot de tres anys fins que Dōgen va fugir amb el seu oncle Ryōkan, un monjo que vivia als peus del mont Hiei.
Encara que no era el primogènit, el 1179, l'any que el seu pare es va convertir en monjo, als vuit anys va ser ascendit a chūnagon, un dels Daijō-kan a causa de la tensió política entre l'emperador Go-Shirakawa i Taira no Kiyomori. No obstant això, això va provocar una reacció de Kiyomori, que va provocar el cop d'estat Jisho el mateix any.
Quan tenia tretze anys, Moroie va ser fet naidaijin per Kiso Yoshinaka.
El 1232, es va ordenar monjo budista i va prendre el nom de Dharma Daishin (大心).